# Derek Tsang
Derek Tsang Kwok Cheung (cinese tradizionale: 曾國祥; cinese semplificato: 曾国祥; pinyin: Zēng Guóxiáng; Guangdong, 8 novembre 1979) è un attore e regista cinese di etnia Hakka.
Suo padre è il popolare attore di Hong Kong Eric Tsang, mentre sua sorella, Bowie Tsang, è attrice e cantante.

## Biografia e carriera
Il padre di Derek si trasferì ad Hong Kong dalla Cina continentale nel 1977, quando il figlio aveva due anni. Attualmente Derek Tsang vive con la madre e i fratelli a Taiwan, dove lavora.
L'attore ha debuttato al cinema nel 2003 con la pellicola Men Suddenly in Black (2003), nella quale ha interpretato la versione giovane del personaggio interpretato da suo padre.
Nel 2010 ha diretto il primo film come regista, Lover's Discourse, mentre la sua ultima apparizione cinematografica è stata quella in The Thieves (2012).

## Filmografia
- Better Days 少年的你 (2019)
- The Thieves (2012)
- Girl$ (2010)
- Once a Gangster (2010)
- Dream Home (2010)
- Ex (2010) - Sol
- Claustrophobia (2008) - John
- Ocean Flame (2008)
- Scare 2 Die (2008)
- Run Papa Run (2008) - Chicken
- Tactical Unit: No Way Out (2008)
- Simply Actors (2007) - Venditore di detergenti
- Single Blog (2007) - Woody
- My Name Is Fame (2006)
- On the Edge (2006) - Mini B
- Midnight Running (2006) - Peter
- The Third Eye (2006) - Gum
- Without Words (2006) - Michael
- Isabella (2006) - Fai
- Cocktail (2006) - Kuen
- A.V. (2005) - Band-Aid
- It Had to Be You! (2005)
- The Eye 2 (2004) - Collega di Joey
- The Park (2003) - Dan
- Men Suddenly in Black (2003) - Giovane Tin